# Liste der Baudenkmale in Sassnitz
In der Liste der Baudenkmale in Sassnitz sind alle Baudenkmale der Stadt Sassnitz (Landkreis Vorpommern-Rügen) und ihrer Ortsteile aufgelistet. Grundlage ist die Veröffentlichung der Denkmalliste des Landkreises Vorpommern-Rügen, Auszug aus der Kreisdenkmalliste vom August 2015 und November 2016.

## Legende
In den Spalten befinden sich folgende Informationen:
- ID-Nr: Die Nummer wird von den Denkmalämtern der Landkreise vergeben. Wenn sie nicht bekannt ist, bleibt die Spalte leer. In dieser Spalte kann sich zusätzlich das Wort Wikidata befinden, der entsprechende Link führt zu Angaben zu diesem Denkmal bei Wikidata.
- Lage: die Adresse des Denkmales und die geographischen Koordinaten.
Link zu einem Kartenansichtstool, um Koordinaten zu setzen. In der Kartenansicht sind Denkmale ohne Koordinaten mit einem roten bzw. orangen Marker dargestellt und können in der Karte gesetzt werden. Denkmale ohne Bild sind mit einem blauen bzw. roten Marker gekennzeichnet, Denkmale mit Bild mit einem grünen bzw. orangen Marker.
- Bezeichnung: Bezeichnung, so wie sie in den offiziellen Listen der Denkmalämter steht. Ein Link hinter der Bezeichnung führt zum Wikipedia-Artikel über das Denkmal. Wenn die Bezeichnung der Denkmalämter inhaltlich fehlerhaft ist, ist in der Spalte „Beschreibung“ darauf hinzuweisen.
- Beschreibung: Beschreibung des Denkmales
- Bild: ein Bild des Denkmales und gegebenenfalls einen Link zu weiteren Fotos des Denkmals im Medienarchiv Wikimedia Commons

## Denkmalbereich in Sassnitz
| ID  | Lage                                     | Bezeichnung                        | Beschreibung | Bild           |
| --- | ---------------------------------------- | ---------------------------------- | --- | -------------- |
| 646 | Stralsunder Straße / Schulstraße (Karte) | Ensemble Stadtmitte der 50er Jahre | Das Ensemble umfasst den Bereich entlang der Stralsunder Straße vom Rügenplatz bis hinter die Gartenstraße sowie die Schule in der Schulstraße. Es besteht aus mehreren städtebaulich wichtigen Einzelbauten (Seemannsheim, Kino, Schule) und einer Reihe von Wohnbauten aus den 1950er Jahren. | Weitere Bilder |

## Sassnitz
| ID  | Lage                                | Bezeichnung                                                | Beschreibung | Bild                                               |
| --- | ----------------------------------- | ---------------------------------------------------------- | --- | -------------------------------------------------- |
| 646 | Bahnhofstraße 24 (Karte)            | Bahnhof mit Empfangsgebäude (DB-AG)                        | | Weitere Bilder                                     |
| 647 | Bergstraße 8 (Karte)                | Kiosk                                                      | | Weitere Bilder                                     |
| 648 | Bergstraße 9 (Karte)                | Wohnhaus                                                   | | Weitere Bilder                                     |
| 649 | Bergstraße 15 (Karte)               | Pension                                                    | | Pension                                            |
| 650 | Bergstraße 21 (Karte)               | Hotel Lindenhof                                            | | Hotel Lindenhof                                    |
| 877 | Bergstraße 22 (Karte)               | ehem. Hotel Sassnitzer Hof                                 | | Weitere Bilder                                     |
| 654 | Hafenstraße 6 (Karte)               | Haustür                                                    | | Haustür                                            |
| 652 | Hafenstraße 12c (Karte)             | alter Bahnhof                                              | | Weitere Bilder                                     |
| 652 | Hafenstraße 12d (Karte)             | Hafenbecken mit einer Anlegerseite mit Gleisanlage         | | Hafenbecken mit einer Anlegerseite mit Gleisanlage |
| 652 | Hafenstraße 12d (Karte)             | LKW-Klapp- und Verbindungsbrücke                           | VEB Maschinen- und Stahlbau Dresden, Baujahr 1977 | LKW-Klapp- und Verbindungsbrücke                   |
| 652 | Hafenstraße 12d (Karte)             | Fährhafen                                                  | | Fährhafen                                          |
| 652 | Hafenstraße 12d (Karte)             | Abfertigungshalle (Glasbahnhof)                            | Der Glasbahnhof diente bis 1998 der Abfertigung der Passagiere zu den Fähren nach Schweden und Bornholm. Das Gebäude entstand Ende der 1950er Jahre als Stahlskelettbau. Heute dient er als Veranstaltungsort. | Weitere Bilder                                     |
| 652 | Hafenstraße 12d (Karte)             | Weichensignal (transloziert)                               | | Weichensignal (transloziert)                       |
| 652 | (Karte)                             | Leuchtturm                                                 | | Weitere Bilder                                     |
| 652 | (Karte)                             | Stützmauer am Hang                                         | | Stützmauer am Hang                                 |
| 854 | Hafenstraße 11 (Karte)              | Haus des Hafenkapitäns (Seelotsenstation)                  | | Weitere Bilder                                     |
| 655 | Hafenstraße 19 (Karte)              | Wohnhaus                                                   | | Weitere Bilder                                     |
| 656 | Hauptstraße (Karte)                 | Denkmal für die Opfer des Faschismus                       | | Weitere Bilder                                     |
| 868 | Hauptstraße 1 (Karte)               | ehem. Seemannsheim (Kurhotel)                              | | Weitere Bilder                                     |
| 869 | Hauptstraße 2 (Karte)               | Lenin-Stein                                                | | Lenin-Stein                                        |
| 657 | Hauptstraße 23 (Karte)              | Wohn- und Geschäftshaus                                    | | Wohn- und Geschäftshaus                            |
| 658 | Hauptstraße 27 (Karte)              | Wohnhaus                                                   | | Wohnhaus                                           |
| 659 | Hauptstraße 33 (Karte)              | Rathaus                                                    | Bau von 1910 im Jugendstil, bis 1965 mit Warmbad, 2002/03 saniert | Weitere Bilder                                     |
| 660 | Hauptstraße 34 (Karte)              | Postgebäude                                                | Historisierenden Gebäude von 1897; heute vom Stadtarchiv und der Bibliothek genutzt. | Weitere Bilder                                     |
| 661 | Hauptstraße 64 (Karte)              | Fassade mit Balkon                                         | | Weitere Bilder                                     |
| 662 | Hermann-Bebert-Straße 2 (Karte)     | Wohnhaus                                                   | | Wohnhaus                                           |
| 663 | Hermann-Bebert-Straße 3, 3a (Karte) | Wohnhaus                                                   | | Wohnhaus                                           |
| 664 | Johannes-Brahms-Straße 6 (Karte)    | Pension                                                    | | Pension                                            |
| 665 | Karl-Liebknecht-Ring 16 (Karte)     | Pension                                                    | | Pension                                            |
| 903 | Kurplatz (Karte)                    | Kurmuschel                                                 | Entwurf Dietmar Kuntzsch, 1988 von Ulrich Müther als Schalenbau mit Bühne und zwei angrenzenden Funktionsgebäuden für öffentliche Veranstaltungen fertiggestellt                                               | Weitere Bilder                                     |
| 667 | Marktstraße 7                       | Saalanbau des Hotels                                       | |                                                    |
| 668 | Ringstraße 6 (Karte)                | Villa (Hermes)                                             | | Villa (Hermes)                                     |
| 669 | Ringstraße 19 (Karte)               | Pension                                                    | |                                                    |
| 670 | Rosa-Luxemburg-Straße 1 (Karte)     | Villa (Stöwer)                                             | | Villa (Stöwer)                                     |
| 671 | Rosenstraße 1 (Karte)               | Wohnhaus                                                   | | Wohnhaus                                           |
| 672 | Rosenstraße 4 (Karte)               | Pension                                                    | | Weitere Bilder                                     |
| 673 | Rosenstraße 6 (Karte)               | Pension                                                    | | Pension                                            |
| 906 | Schulstraße 5 (Karte)               | Grundschule Ostseeblick (ehemals Oberschule II)            | | Weitere Bilder                                     |
| 674 | Seestraße 25 (Karte)                | Wohnhaus                                                   | |                                                    |
| 863 | Stralsunder Straße 43 (Karte)       | Lichtspielhaus                                             | | Weitere Bilder                                     |
| 653 | Strandpromenade (Karte)             | Gedenkstein für die auf See gebliebenen Fischer (Friedhof) | | Weitere Bilder                                     |
| 675 | Stubbenkammerstraße 1 (Karte)       | Wohnhaus                                                   | Das Gebäude wurde um die Wende zum 20. Jahrhundert gebaut und war die alte Schule von Saßnitz und Crampas. Bsi 2008 wurde es als Schulgebäude genutzt, heute gehört es nur Nationalparkverwaltung.             | Weitere Bilder                                     |
| 676 | Stubbenkammerstraße 5b, 6 (Karte)   | altes E-Werk                                               | | Weitere Bilder                                     |
| 666 | Stubnitzweg 19 (Karte)              | Kirche                                                     | Die korrekte Anschrift ist Johanniskirchstr. 6 | Weitere Bilder                                     |
| 677 | Uferstraße 8 (Karte)                | Pension                                                    | | Pension                                            |
| 898 | Waldhalle 1 (Karte)                 | Gasthaus Waldhalle                                         | | Gasthaus Waldhalle                                 |
| 653 | Waldmeisterstraße                   | Grabstein für Hermann Bebert (Friedhof)                    | |                                                    |
| 653 | Waldmeisterstraße (Karte)           | Friedhof                                                   | |                                                    |
| 653 | Waldmeisterstraße                   | Kriegerdenkmal 1914/1918 (Friedhof)                        | |                                                    |
| 678 | Weddingstraße 35 (Karte)            | Pension                                                    | | Pension                                            |

## Dubnitz
| ID  | Lage               | Bezeichnung | Beschreibung | Bild     |
| --- | ------------------ | ----------- | ------------ | -------- |
| 215 | Dubnitz 13 (Karte) | Gutshaus    |              | Gutshaus |

## Lancken
| ID  | Lage                         | Bezeichnung                                                                 | Beschreibung | Bild                                                                        |
| --- | ---------------------------- | --------------------------------------------------------------------------- | --- | --------------------------------------------------------------------------- |
| 372 | Klementelvitz 7              | Kreidewerk mit 2 Produktionshallen und Verwaltungsgebäuden                  | |                                                                             |
| 395 | Am Bahnhof Lancken 1 (Karte) | Bahnhof, Stationsgebäude (DB-AG)                                            | | Bahnhof, Stationsgebäude (DB-AG)                                            |
| 397 | Schlossallee 1               | Wohnhaus (Wagner)                                                           | |                                                                             |
| 396 | Schlossallee 4, 5            | Wohnhaus (Lojewski)                                                         | |                                                                             |
| 216 | Dwasiden                     | ehem. Park                                                                  | |                                                                             |
| 216 | Straße der Jugend            | ehem. Gutsanlage mit Ruinenresten des ehem. Herrenhauses, Pferdestall, Park | | ehem. Gutsanlage mit Ruinenresten des ehem. Herrenhauses, Pferdestall, Park |
| 216 | Straße der Jugend 5          | nördliches Torhaus                                                          | | nördliches Torhaus                                                          |
| 216 | Schlossallee 2               | westliches Torhaus                                                          | |                                                                             |
| 216 | Dwasieden (Karte)            | ehem. Pferdestall                                                           | ehem. Gutsanlage mit Ruinenresten des ehem. Herrenhauses, Marstall und Park: Herrenhaus: Ruine des 2-gesch., quadr. Putzbau von 1877 mit zwei 3-gesch Ecktürmen und zwei seitl. Säulengängen nach Plänen von Friedrich Hitzig, 1948 gesprengt | Weitere Bilder                                                              |
| 216 | Dwasieden                    | ehem. Herrenhaus (Ruine)                                                    | |                                                                             |

## Mukran
| ID  | Lage    | Bezeichnung                 | Beschreibung | Bild                        |
| --- | ------- | --------------------------- | ------------ | --------------------------- |
| 890 | (Karte) | Wachturm (Fährhafen Mukran) |              | Wachturm (Fährhafen Mukran) |

## Staphel
| ID  | Lage               | Bezeichnung | Beschreibung | Bild |
| --- | ------------------ | ----------- | ------------ | ---- |
| 739 | Staphel 1a (Karte) | Wasserwerk  |              |      |
| 739 | Staphel 1a         | Umspannwerk |              |      |

## Stubbenkammer
| ID  | Lage                               | Bezeichnung                          | Beschreibung | Bild                                 |
| --- | ---------------------------------- | ------------------------------------ | ------------ | ------------------------------------ |
| 742 | Schwierenzer Baumhaus 1, 2 (Karte) | Baumhaus Schwierenz                  |              | Baumhaus Schwierenz                  |
| 743 | Stubbenkammer 2a (Karte)           | Wohnhaus (Nationalparkamtverwaltung) |              | Wohnhaus (Nationalparkamtverwaltung) |
| 870 | (Karte)                            | Wasserkleinkraftwerk am Königstuhl   |              | Wasserkleinkraftwerk am Königstuhl   |

## Werder
| ID  | Lage                | Bezeichnung              | Beschreibung | Bild                     |
| --- | ------------------- | ------------------------ | ------------ | ------------------------ |
| 810 | Werder 3, 4 (Karte) | Forsthaus                |              | Forsthaus                |
| 810 | Werder 5, 6 (Karte) | Stallscheune (Forsthaus) |              | Stallscheune (Forsthaus) |

## Quelle
- Liste der Baudenkmale im Landkreis Vorpommern-Rügen

- Karte mit allen Koordinaten:
- OSM |
- WikiMap